# Yaverlandia bitholus
Yaverlandia bitholus és una espècie de dinosaure teròpode. Es coneix a partir d'un crani fòssil parcial trobat als estrats del Cretaci inferior de l'illa de Wight, va ser descrit com el membre més primitiu conegut de la família dels paquicefalosàurids, però una investigació recent de Darren Naish mostra que en realitat era un teròpode, probablement un maniraptor.